# 掛詞
掛詞（かけことば）とは、和歌などにおける、同音異義を利用して1語に2つ以上の意味を持たせる修辞技法の一つ。

## 解説
和歌は韻文として、その表現の仕方に色々な工夫すなわち修辞が古くより凝らされてきた。掛詞もその工夫のひとつである。たとえば、
あきののに　ひとまつむしの　こゑすなり　われかとききて　いざとぶらはん（『古今和歌集』巻第四・秋歌上　よみ人しらず）
（秋の野に、人を待っているとマツムシの、声がするのが聞える。その待ち人とはこの私（男）かと聞いて、さあ訪れよう）この和歌の第二句にある「まつ」というのが掛詞になっている。つまり、
あきののにひとまつ　→　まつむしのこゑすなり…
というように、本来なら「人待つ松虫」というところを縮めて表現している。掛詞とは「待つ」と「マツ（松）」で見られるように、意味は違うが同じ仮名で表記することばをひとつにしたものである。
掛詞の中には、以下のように複雑に用いられているものもある。
おとにのみ　きくのしらつゆ　よるはおきて　ひるはおもひに　あへずけぬべし（『古今和歌集』巻第十一・恋歌一　素性法師）
（噂にばかり聞く、キクの白露のように、夜は起きていて、昼は恋の思いに耐えず、消えてしまいそう）この和歌では「きく」が「聞く」と「菊」、「おきて」が「置きて」と「起きて」、そして「おもひ」の「ひ」が「日」の掛詞となっている。キクに置かれた露に我が身をたとえた和歌である。掛詞に沿って文を分解すれば、以下のようになる。
おとにのみ聞く　→　菊のしらつゆ　よるは置きて　→　よるは起きて　ひるは思ひにあへずけぬべし　→　日にあへずけぬべし
掛詞は『万葉集』にもごく少数見られるが、仮名の登場以降に多く使われるようになった。のちには謡曲や浄瑠璃の文にも、枕詞や縁語などといった修辞とともに用いられている。
掛詞の分類として、時枝誠記は、「連鎖」型と「兼用」型の二種類に分類し、柿本奨は、時枝の「兼用」型をさらに「響かす」型と「両立」型に分類した。